# TeTeX
teTeX (teTeX) は Unix系システム用のTeXディストリビューションである。2006年5月現在、teTeXはすでにアクティブにメンテナンスされておらず、メンテナーであったThomas Esserは代わりにTeX Liveを使うことを薦めている。
teTeXパッケージは以下のシステムアーキテクチャ用のものが提供されている：
- Linux (x86、SPARC、PowerPC、Alpha)
- Mac OS X (x86、PowerPC)
- Solaris (x86、SPARC)

それ以外にサポートされているOSは以下の通りである：
- OpenBSD、FreeBSD (on x86 architectures)
- IBM AIX on (RS/6000)
- HP-UX (on HPPA)
- Microsoft Windows (on 32-bit systems)
- BeOS (for Intel x86)

## 歴史
Thomas Esserは、1994年から2006年5月まで teTeXのメンテナーを務めた。Esserによると、どのリリースにおいても、前のリリースよりも後継のリリースをパッケージする方が時間が掛かっている。“Comprehensive TeX system for most types of Unix, including GNU/Linux and Mac OS X, and also Windows” と謳うTeX Liveがその後継となっている。teTeXプロジェクトの目標は、簡単であること、自由ソフトウェアを用いること、ドキュメントが整備されていること、また、バグを含まないことである。